# VDL Jonckheere
Jonckheere is een zestal touringcars van VDL Bus & Coach. De bus werd in 2005 tijdens Busworld in Kortrijk gepresenteerd. De Jonckheere is in twee hoogtes verkrijgbaar: de hogere JSD met een grote bagageruimte en mogelijkheid tot twee extra stoelen boven het toilet en de JHD in standaardhoogte. De touringcar is leverbaar in drie lengtevarianten, 12.210 mm, 13.358 mm en 13.975 mm.
De Jonckheere heeft hetzelfde design als de eerste generatie VDL Citea bussen en werd in 2005 gepresenteerd tijdens Busworld in Kortrijk.

## Vormgeving
De vormgeving van de Jonckheere touringcar (JHD/JSD) toont sterke overeenkomsten met de eerste generatie Citea bussen. De bedoeling was om een familieband tussen de beide VDL bedrijven te creëren. De vormgeving werd ontwikkeld door industrieel ontwerper Axel Enthoven. Gemeenschappelijke stijlelementen tussen de touringcar en de stadsbus zijn herkenbaar in de grill en de achterzijde van de bus. Ook de verlichting op basis van LED-elementen werd bij beide modellen op dezelfde manier in de carrosserie en de vormgeving verwerkt.